# Lac Torrens
Pour les articles homonymes, voir Torrens.
Le lac Torrens, en anglais Lake Torrens, est plus souvent une étendue séculaire de 5 700 km2 de désert salé qu'un vaste chapelet de milieux humides regorgeant de vie aquatique, remplissant une partie d'un rift majeur d'Australie-Méridionale[pas clair]. Le lac long de 240 kilomètres, lagune salée souvent terriblement asséchée, est séparé du fond du golfe Spencer maritime plus au sud, par un isthme de 22 kilomètres. Il est principalement situé dans la dépression homonyme entre les premiers contreforts du massif Andamooka à l'ouest et le surgissement des monts Flinders à l'est. Sa partie méridionale est à moins de 50 km de Port Augusta et à 345 km au nord d'Adélaïde.

## Lac endoréique en milieu désertique

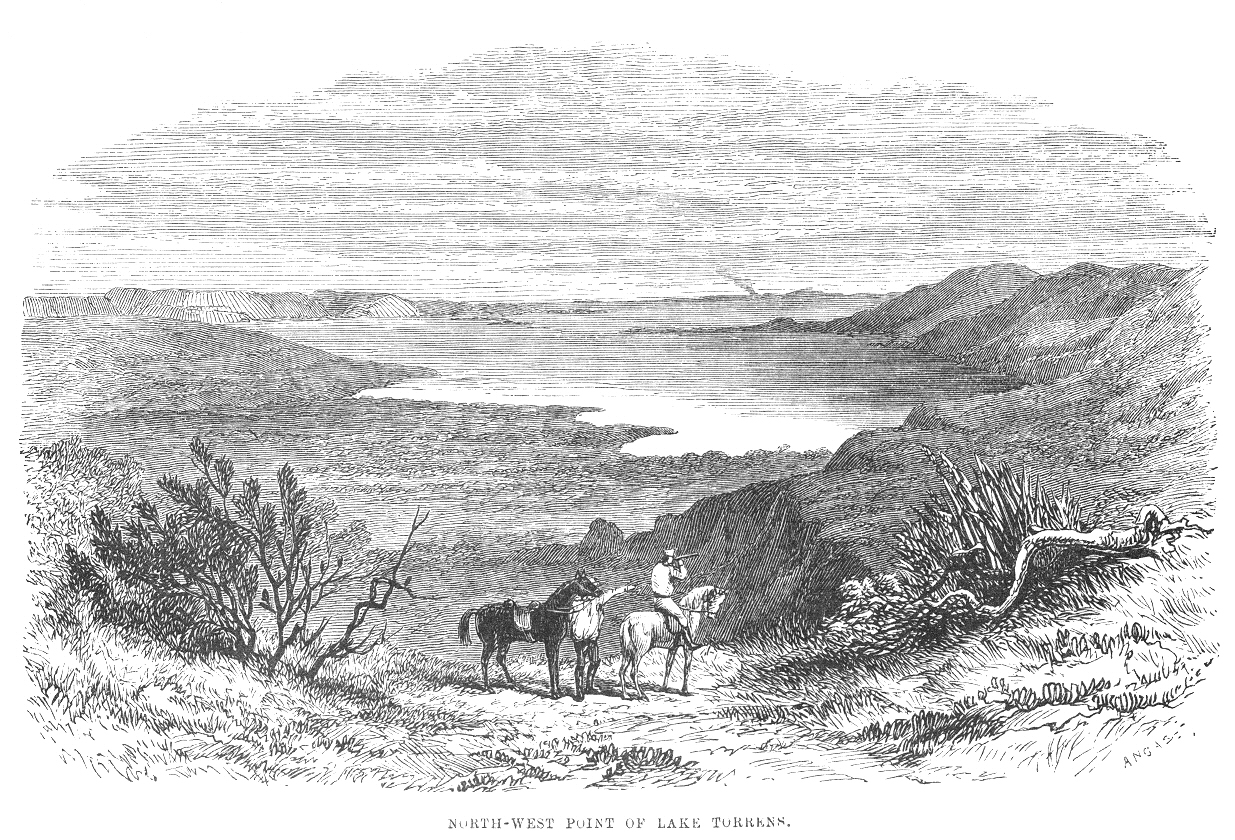
Panorama nord-ouest du lac Torrens, XIXè siècle.

Surtout signalé par l'explorateur britannique Edward John Eyre en 1840 à l'ouest des monts Flinders, le lac Torrens est à l'époque asséché. Le nom de la vaste étendue est choisi en l'honneur d'un responsable de l'État de South-Australia qui est aussi un des édiles de la capitale Adélaïde, le colonel Robert Torrens, qui encourage à l'exploration des terres intérieures. Ce dernier économiste et théoricien anglais né en 1780 et mort en 1864 a participé à la fondation de la colonie du Sud de l'Australie en 1834. Il a donné aussi son nom au fleuve Torrens qui arrose Adélaïde.
Cette dénomination honore, peut-être de façon ambiguë en prenant en compte la désolation du lieu, et le notable protecteur et parcimonieux commanditaire Robert Torrens et la ville pionnière en formation qui a enrichi Edward Eyre suffisamment pour qu'il puisse consacrer sans soucis pécuniaires deux années à l'exploration du continent austral cartographié par Matthew Flinders. Adelaïde est alors le lieu de destination d'importants troupeaux d'ovins et de bovins qui y sont conduits depuis les confins montagneux de Nouvelle-Galles du Sud en longeant le Darling et le Murray. Edward Eyre faisant en partie office de financier, d'entrepreneur et conducteur d'un important troupeau ayant transhumé sans perte notable a ainsi accumulé un excellent bénéfice.
Le lac Torrens est surtout une immense étendue de sel qui n'aurait été remplie complètement qu'une fois au cours des cent cinquante dernières années. Il représente la seconde étendue en superficie dans ce coin nord-est de l'État d'Australie méridionale constellée par un grand nombre de lacs voisins qui ont la particularité d'avoir été des mers intérieures il y a quelques millions d'années, les lacs Eyre, Florence, Blanche, Gregory, Goyder, Etamunbani, Ephemeral, Playa... au nord, les lacs Permatty, Mac Farlane, Island, Gairdner, Acraman, Everard, Harris, Labyrinth ... à l'ouest, les lacs Frome, Callabona... à l'est. 
L'exploration géographique systématique et minutieuse des immenses cuvettes salines, que sont le lac Torrens ou le lac Eyre plus au nord, a été réalisée ultérieurement par John McDouall Stuart, de façon  remarquable.

## Réserve naturelle
Ce lac endoréique peu accessible, délaissé par la Stuart Highway qui commence la traversée du continent australien plus à l'ouest, fait intégralement partie du parc National du Lac Torrens. Son accès n'est pas autorisé sans permis de visite. Lorsqu'il pleut même légèrement sur les grandes étendues d'aspect plus ou moins terreux, une puissante remontée de sel a lieu, formant une croûte lisse, et la couleur du sol reblanchit fortement.